# 金甲淳
金甲淳（きん こうじゅん、キム・カプスン、朝鮮語:김갑순、1872年 - 1961年）は、韓国朝鮮王朝の文臣、政治家、日本統治時代の企業家である。本貫は金海金氏。日本統治時代の朝鮮忠清南道の最高の富豪であった。
奴隷や官奴出身で、1899年に官職に上がって総巡、内蔵院捧税官、忠清南道捧税官などを歴任した。 1902年扶餘郡守、魯城郡守、公州郡守、林川郡守、金化郡守、1910年公州郡守、1911年牙山郡守などを歴任した。1910年日韓併合後には、運輸業、劇場事業、不動産投機で莫大な金を稼いだ。 1920年代後半から買い付けた大田の土地は1932年忠清南道道庁の対戦前に地価が坪当り1,2錢で1百円に上昇して莫大な富を獲得した。本名は淳甲、号は東尤（ドンウ）。